# Coushatta (Better Call Saul)
"Coushatta" es el octavo episodio de la cuarta temporada de la serie de televisión de AMC Better Call Saul, serie derivada de Breaking Bad. El episodio se emitió el 24 de septiembre de 2018 en AMC en los Estados Unidos. Fuera de los Estados Unidos, el episodio se estrenó en el servicio de transmisión Netflix en varios países.
Este episodio marca la primera aparición de Tony Dalton como Lalo Salamanca. Dalton pasaría al elenco principal para la quinta temporada.

## Trama
Kim recluta a los empleados de Schweikart & Cokely para ayudar en la defensa de Huell Babineaux y anticipa un plan para enterrar a la fiscal Suzanne Ericsen en el papeleo si busca una sentencia de prisión. Jimmy toma un autobús a la ciudad natal de Huell, Coushatta, Louisiana. Él y otros pasajeros utilizan los materiales de oficina de Kim para escribir cartas de apoyo para Huell.
Cuando el juez Munsinger recibe el correo, que tiene matasellos de Coushatta, insiste en que Suzanne y Kim lleguen a un acuerdo con la fiscalía. Suzanne investiga, pero Jimmy ha hecho arreglos para que los teléfonos celulares de pago por uso reciban las llamadas de Suzanne, a las que él y su equipo de filmación responden con líneas escritas que avalan a Huell como un héroe local, haciendo que Suzanne haga un trato favorable a Huell.
Kim, Kevin Wachtell y Paige Novick hablan sobre la expansión de Mesa Verde. Kevin todavía está interesado en un crecimiento rápido, pero una Kim desinteresada aconseja cautela. Más tarde ese día, recuerda el tapón de la botella de tequila que guardó como recuerdo de una estafa anterior que realizó con Jimmy. Jimmy busca nuevas oficinas en previsión de recuperar su licencia de abogado. Kim está eufórica por el éxito de su reciente estafa y le dice a Jimmy que quiere volver a hacerlo.
Mike organiza una salida a un club de striptease para Werner Ziegler y su equipo. Mike y Werner se dirigen a un bar más tranquilo para conversar, pero Mike debe regresar al club para mediar después de que Kai provoca un altercado. De vuelta en el bar, un borracho Werner discute con extraños los detalles de la construcción subterránea de hormigón. Al día siguiente, Mike explica que, aunque no expuso detalles sobre el laboratorio, los hombres con los que Werner habló probablemente lo recordarían, lo que permitiría conectar el laboratorio con Gus Fring y él. Mike hace una amenaza velada de que matarán a Werner si vuelve a cometer un error similar, lo que Werner reconoce. Mike le informa a Gus sobre la conversación de Werner en el bar y le asegura a Gus que está vigilando a Werner.
Nacho se ha recuperado de sus heridas y tiene un papel más destacado en la organización de los Salamanca, pero también esconde dinero en efectivo y documentos de identidad canadienses falsos para él y su padre. Durante las cobranzas semanales, Nacho entrena a Domingo Molina para que maneje a los comerciantes con pagos cortos de la misma manera que Héctor le enseñó a Nacho a hacer cuando Domingo estaba corto. Un día, llega al local y descubre una extraña presencia en la cocina; este se presenta como Eduardo "Lalo" Salamanca, que ha llegado para ayudar en el funcionamiento del negocio. A diferencia de Héctor, que no se preocupaba por los detalles del día a día, Lalo se interesa por todos los aspectos, lo que preocupa a Nacho.

## Producción
Este episodio marca la primera aparición en pantalla de Lalo Salamanca, interpretado por Tony Dalton. El personaje fue mencionado por primera vez en el episodio de Breaking Bad "Better Call Saul", que también hacía referencia al personaje "Ignacio" (Nacho) y presentaba al personaje de Saul Goodman. Antes de la transmisión del programa, Vince Gilligan mencionó en una entrevista que los escritores habían imaginado que Lalo se convertiría en un personaje importante, reconociendo que, como en Breaking Bad, deben "mantenerse al tanto de lo que nuestros personajes han hecho en el pasado y hacer lo correcto". usarlo aquí en el presente y en el futuro".  En una entrevista con Den of Geek, el actor Michael Mando describió al personaje de Lalo como “un salmantino en todos los sentidos, igual que Tuco y Héctor tenían sus propios sabores a los erráticos salmantinos”.

## Recepción
"Coushatta" recibió elogios de la crítica. En Rotten Tomatoes, obtuvo una calificación perfecta del 100 % con una puntuación promedio de 9.28/10 basada en 13 reseñas. El consenso crítico del sitio es que "'Coushatta' resalta con sensibilidad los dolores de las relaciones, acentuando de manera más efectiva el arco inquieto de Jimmy y Kim".
Con respecto a la actuación debut de Dalton como Lalo, Alan Sepinwall de Rolling Stone dijo que "da una sólida primera impresión en el papel, por lo que espero que esto resulte más que llenar un espacio en blanco que la mayoría de los espectadores habían olvidado hace mucho tiempo". 

### Ratings
"Coushatta" fue visto por 1,37 millones de espectadores en su primera emisión, obteniendo un índice de audiencia de 0,5 entre los espectadores de entre 18 y 49 años, lo que supuso un aumento con respecto a la semana anterior.